# Casa dels Beneficiats
La Casa dels Beneficiats és un edifici del municipi de Girona que forma part de l'Inventari del Patrimoni Arquitectònic de Catalunya.

## Descripció
És un edifici de planta baixa i tres pisos, restaurada fa poc. Composició de la façana lliure, amb accés per porta semiadovellada, finestral conopial al seu damunt, amb inscripció JHS. Les obertures són de pedra excepte les de la darrera planta que són de llinda recta i remolinada (posteriors). La façana es clou amb el volat de les teules. Al costat dret hi ha una porta d'arc rebaixat de pedra que està tapiada i que era la porta de connexió amb el carreró d'Hernàndez (també catalogat). La casa, pel costat esquerre, dona a un jardí interior i per la part posterior a la galeria d'art 3 i 5.

## Història
El 1461 la casa pertanyia al jueu Jucef de Piera i que el 1492 la vengué a Antoni Baldomar. Posteriorment pertanyí a Francesc Martí. El 19 de març de 1526, Llorenç Arbonés la comprà a Arnau Salabert, on Llorenç era un beneficiat de la catedral. Successivament anà canviant de mans. El 1725 els beneficiats introdueixen reformes, cobrint de volta la casa número 3 per a fer-hi una biblioteca dels beneficiats. El 1840 era l'arxiu de Sant Lluc i encara era habitada per un beneficiat. El 1845 hi viu un militar i la seva família. El 1870 era d'en Josep Bover. Anà canviant de mans fins a arribar a l'actual propietari, el pintor Niebla que hi té l'estudi i l'habitatge.